# Кубок Артеміо Франкі 1993
Кубок Артеміо Франкі 1993 року був другим розіграшем Кубка Артеміо Франкі, футбольного матчу між переможцями попередніх чемпіонатів Південної Америки та Європи. У матчі брали участь Аргентина, переможець Кубка Америки 1991 року, та Данія, переможець чемпіонату Європи 1992 року. Він був зіграний на стадіоні Хосе Марія Мінелья в Мар-дель-Плата, Аргентина, 24 лютого 1993 року.
Аргентина виграла матч в серії пенальті після нічиї 1:1, здобувши свій перший Кубок Артеміо Франкі. Це був останній трофей, який Дієго Марадона виграв з Аргентиною.

## Збірні
| Команда   | Конфедерація | Кваліфікація                      | Попередні виступи |
| --------- | ------------ | --------------------------------- | ----------------- |
| Аргентина | КОНМЕБОЛ     | Переможці Кубка Америки 1991 року | Жодного           |
| Данія     | УЄФА         | Переможці Євро-1992               | Жодного           |

## Матч

### Основна інформація
Аргентина прибула на матч у найсильнішому складі з такими зірками, як Дієго Сімеоне, Габрієль Батістута, Клаудіо Каніджа та Дієго Марадона, в той час як у Данії не було їх головної зірки, Мікаеля Лаудрупа, який завершив кар'єру у збірній роком раніше, тому його брат Браян і воротар Петер Шмейхель були головними фігурами данців.
Данія вийшла вперед у матчі завдяки автоголу аргентинського захисника Нестора Кравіотто на 12-й хвилині, але Клаудіо Каніджа зрівняв рахунок на 30-й хвилині першого тайму з пенальті. Таким чином, 90 хвилин і додатковий час переможця матчу не визначили. В серії пенальті перемогу здобула Аргентина, завдяки видатній грі воротаря Серхіо Гойкочеа, який, відбив два удари і підтвердив свою славу фахівця з пенальті, завдяки якому команді дійшла до фіналу чемпіонату світу 1990 року в Італії.

### Деталі
| 24 лютого 1993 |

| Аргентина                                                        | 1:1      | Данія                                                         |
| ---------------------------------------------------------------- | -------- | ------------------------------------------------------------- |
| Каніджа 30' (пен.)                                               | Протокол | Кравіотто 12' (аг)                                            |
|                                                                  | Пенальті |                                                               |
| - Марадона - Батістута - Сімеоне - Манкусо - Каніджа - Сальданья | 5–4      | - Ельструп - Мельбю - Нільсен - Вільфорт - Лаудруп - Голльбек |

| Стадіон: «Хосе Марія Мінелья», Мар-дель-Плата Глядачів: 34 683 Арбітр: Шандор Пуль |

| Аргентина | Данія |

| ВР               | 1  | Серхіо Гойкочеа     |     |      |
| ЗХ               | 4  | Нестор Кравіотто    | 71' | 117' |
| ЗХ               | 2  | Хорхе Бореллі       |     |      |
| ЗХ               | 6  | Серхіо Васкес       | 22' |      |
| ЗХ               | 3  | Рікардо Альтамірано |     |      |
| ПЗ               | 14 | Дієго Сімеоне       | 16' |      |
| ПЗ               | 5  | Алехандро Манкусо   |     |      |
| ПЗ               | 10 | Дієго Марадона      |     |      |
| ПЗ               | 20 | Леонардо Родрігес   |     | 61'  |
| НП               | 9  | Габрієль Батістута  |     |      |
| НП               | 7  | Клаудіо Каніджа     |     |      |
| Заміни:          |    |                     |     |      |
| ВР               |    | Луїс Іслас          |     |      |
| ЗХ               | 16 | Даріо Франко        |     | 61'  |
| ПЗ               | 15 | Хуліо Сальданья     |     | 117' |
| ПЗ               |    | Нестор Горосіто     |     |      |
| НП               |    | Альберто Акоста     |     |      |
| Головний тренер: |    |                     |     |      |
| Альфіо Басіле    |    |                     |     |      |

| ВР                    | 1  | Петер Шмейхель     |     |        |
| ЗХ                    | 2  | Якоб К'єльдберг    | 15' |        |
| ЗХ                    | 4  | Ларс Ольсен        |     |        |
| ЗХ                    | 6  | Торбен Пехнік      |     | 38'    |
| ЗХ                    | 3  | Марк Ріпер         |     |        |
| ПЗ                    | 7  | Джонні Мельбю      |     |        |
| ПЗ                    | 9  | Б'ярне Голльбек    | 17' |        |
| ПЗ                    | 8  | Кім Вільфорт       |     |        |
| ПЗ                    | 5  | Генрік Ларсен      |     | 120+1' |
| НП                    | 11 | Браян Лаудруп      |     |        |
| НП                    | 10 | Ларс Ельструп      |     |        |
| Заміни:               |    |                    |     |        |
| ВР                    |    | Могенс Крог        |     |        |
| ПЗ                    | 12 | Міхаель Ларсен     |     | 120+1' |
| ПЗ                    | 13 | Браян Стен Нільсен | 69' | 38'    |
| ПЗ                    |    | Стіг Тьофтінг      |     |        |
| НП                    |    | Марк Струдаль      |     |        |
| Головний тренер:      |    |                    |     |        |
| Ріхард Меллер-Нільсен |    |                    |     |        |

| Правила матчу - 90 хвилин. - 30 хвилин додаткового часу, якщо необхідно. - Післяматчеві пенальті, якщо рахунок залишається рівим. - П'ять гравців на заміні. - Максимум дві заміни. |